# Nelson-ékszerteknős
A Nelson-ékszerteknős (Pseudemys nelsoni) a teknősök (Testitudines) rendjébe és a mocsáriteknős-félék (Emydidae) családjába tartozó faj.

## Előfordulása
Eredetileg az Amerikai Egyesült Államok délkeleti részén, Florida és Georgia területén honos, de Texasba és a Brit Virgin-szigetekre is betelepítették. Kisebb tavak és folyók lakója, de pocsolyákban is található.

## Megjelenése
A nőstény testhossza 34 centiméter, a hím 22 centiméter.
|  |

## Életmódja
Főleg növényevő, de a húst is eszi.